# Nassfäule (Feldwirtschaft)
Die Nassfäule ist eine Infektion verschiedener landwirtschaftlich angebauter Produkte, die durch Bakterien bei Obst, Gemüse und Pilzen hervorgerufen wird. Bei Kartoffelknollen geschieht die Schädigung durch das Bakterium der Schwarzbeinigkeit und bei Zucht-Champignons Agaricus bisporus durch Janthinobacterium agaricidamnosum.

## Kartoffeln
Die Bakterien breiten sich im Kartoffellager bei Sauerstoffmangel und Kondenswasserbildung aus und können beträchtliche Verluste erzeugen. Die Erreger überleben an versteckt infizierten Knollen. Bei dieser Krankheit sind nur indirekte Bekämpfungsmöglichkeiten gegeben.
- Gesundes Pflanzgut verwenden,
- nicht zu früh und nicht zu tief auspflanzen,
- schonende Ernte und Sortierung,
- sorgfältige Auslese fauler Knollen vor dem Einlagern,
- kühle und trockene Lagerung.

## Zuchtchampignons
Bei Zuchtchampignons konnte das von Janthinobacterium agaricidamnosum produzierte Lipopeptid Jagaricin zweifelsfrei als Verursacher der Fäule identifiziert werden. Reines Jagaricin ruft bei Pilzen Nassfäule hervor, während Bakterien, denen die jag-Gene zur Produktion des Peptids fehlen, keine Fäule erzeugen können.